# Lijst van vrijmetselaars uit Nederland
Dit is een lijst van bekende vrijmetselaars uit Nederland.
Opmerking vooraf: aangezien er een strikte zwijgplicht bestaat onder logebroeders over alles wat binnen de muren van de zittingen gebeurt en over het lidmaatschap, is het soms moeilijk het lidmaatschap van levende personen te verifiëren.

## A
- Jacob Appius (1730-1789) — advocaat aan het Hof van Holland

## B
- Jacob Baart de la Faille II (1795-1867) — hoogleraar aan de Rijksuniversiteit Groningen
- Willem Philip Barnaart (1781-1851) — bestuurder
- Karel de Bazel (1869-1923) — architect
- Leonardus Marinus van den Berg (1877-1942) — lector aan de Rijksuniversiteit Groningen
- Cornelis Gerrit Bijleveld (1765-1849) — politicus
- Carel van Boetzelaer (1727-1803) — luitenant-generaal en commandeur van Willemstad
- Gilles Borrie (1925-2016) — burgemeester van Eindhoven (PvdA), historicus
- Bernardus Bosch (1746-1803) — dominee, politicus en dichter
- Johannes van den Bosch (1780-1844) — Nederlands generaal, minister van Koloniën en minister van Staat
- Reijer Johannes Anthonius Kallenberg van den Bosch (1822-1892) — officier bij de genie, later rentmeester van de goederen van Prins Frederik der Nederlanden
- Gerben Bouwman (1809-1878) — Nederlands Kapitein
- Hidde de Brabander (1980) - Meester Patissier, SVH Meesterijsbereider, kunstschilder, dichter. Lid van Loge Le Véritable Zèle Den Haag
- Willem Brandt (1905-1981) — dichter, schrijver en journalist
- Fop I. Brouwer (1912-1991) — bioloog en radiopresentator
- Walter Jan Bruce (1753-1831) — luitenant-kolonel in de Bataafse Republiek van Namen
- Izaak Johannes Brugmans (1843-1910) — spiegelfabrikant
- Christiaan Hendrik Jacob Pielat van Bulderen (1775-1807) — militair, chef Divisie van Justitie en Politie van het Koninkrijk Holland
- Marcus Busch (1769-1843) — kolonel der schutterij
- Pieter Jacob de Bye (1766-1836) — Nederlands jonkheer, jurist en politicus

## C
- Johannes Hendrik Carpentier Alting (1864-1929) — hoogleraar Indisch Recht, president hooggerechtshof Batavia, lid Raad van Nederlands-Indië, grootmeester 1926-1928
- Oscar Carré (1845-1911) — Duits circusartiest, oprichter van Theater Carré in Amsterdam
- Vincent la Chapelle (1690 of 1703-1745) — Franse chef-kok van Stadhouder Willem IV, oprichter van Loge du Grand Maître des Provinces-Unies en Loge Antiqua Virtute et Fide
- Jacobus Adrianus Crajenschot (1746/1748-1835) — Uitgever en boekhandelaar

## D
- Herman Willem Daendels (1762-1818) — gouverneur-generaal van Nederlands-Indië
- Gerrit Frederik Dalenoord (1897-1971) — ondernemer, president-directeur van het Scholten-concern
- Tom Degenaars (1921-2005) —  ingenieur en geestelijke van de Vrij-katholieke Kerk
- Elisa Cornelis Unico van Doorn (1799-1882) — bestuurder en politicus
- Eduard Douwes Dekker (1820-1887) — schrijver onder de naam Multatuli, Indisch ambtenaar
- Willem Drees (1886-1988) — medeoprichter PvdA, minister-president 1948-1958

## E
- Nicolaus Engelhard (1761-1831) —  Gedeputeerd Grootmeester van de Vrijmetselaren in Indië

## F
- Anton Reinhard Falck (1777-1843) — Minister van Staat onder Willem I
- Franz Eduard Farwerck (1889-1969) — nationaalsocialist
- Rhijnvis Feith (1753-1824) — schrijver, letterkundige
- Johan Jacob le Fèvre de Montigny (1840-1881) — militair, burgemeester van Haastrecht en Vlist
- Willem Barend Fricke (1842-1931) — pionier van de Theosofische Vereniging in Nederland

## G
- Pieter Johannes Gesinus van Diggelen (1837-1907) — jurist en politicus
- Hugo van Gijn (1848-1937) — politicus
- Sjoerd Groenman (1913-2000) — sociograaf

## H
- Lodewijk van Heiden (1773-1850) — Nederlands zeeofficier, lid van Loge L'Astre de l'Orient
- Albert Heijn (1865-1945) — oprichter supermarktconcern Albert Heijn
- Hendrik Helder Pzn. (1849-1926) — handelaar
- Mat Herben (*1952) — Fractievoorzitter Tweede Kamer, ambtenaar en journalist
- Willem Holtrop (1751-1835) — uitgever, bestuurder en politiefunctionaris
- Dick de Hoog (1873-1939) — voorzitter van het Indo-Europeesch Verbond, van de Nederlands-Indische Vrijmetselarij
- George David Eduard Johan Hotz (1886-?) — verzetsstrijder en militair van het Koninklijk Nederlandsch-Indisch Leger
- Willem Huart (1755-1824) — politicus en patriot

## J
- Johan Ernst Jasper (1874-1945) — Nederlands-Indisch bestuurder en gouverneur
- Leonard Jonkers (1963) — horecaondernemer
- Willem Henri Julius — natuurkundige

## K
- Gerhard Jacob Keiser (1770-1848) — advocaat, notaris en politicus
- Johannes Kinker (1764-1845) — schrijver, filosoof en advocaat, hoogleraar Nederlandse taal- en letterkunde
- Alle Klaver (1878-1932) — remonstrants predikant
- Henri Knap (1911 — 1986) — journalist van het Parool, schrijver
- Ton de Kok (*1942) — politicus
- Henri van Kol (1852-1925) — medeoprichter SDAP
- Henk Koning (1933-2016) — staatssecretaris, president Algemene Rekenkamer
- Adolph Wilhelm Krasnapolsky (1834-1912) — Pools hotelier, oprichter van Hotel Krasnapolsky te Amsterdam
- Anton Kröller (1862-1941) — zakenman, getrouwd met Helene Kröller-Müller

## L
- Jacob van Lennep (1802-1868) — schrijver van historische romans, rijksadvocaat, lid Tweede Kamer
- Jan Evert Lewe van Aduard (1745-1807) — officier
- Karel van Lotharingen (1712-1780) — Stadhouder van de Zuidelijke Nederlanden. lid van

## M
- Johan Manusama (1910-1995) — president van de Molukse Republiek in ballingschap (RMS)
- Hendrik Marsman (1899-1940) — schrijver, letterkundige, humanist
- Carel Adriaan Jan Meijer (1864-1927) — Nederlands officier
- Jacob Abraham de Mist (1749-1823) — staatsman
- Jan Modderman (1747-1790) — industrieel en patriot
- Jan Remees Modderman (1778-1834) — rechtsgeleerde
- Tonco Modderman (1745-1802) — jurist en ondernemer
- Jan Anthony Mulock Houwer (1857-1933) — architect en steden- en waterbouwkundige

## N
- Hendrik Nienhuis (1790-1862) — rechtsgeleerde en politicus
- Gerrit Nijhuis (1860-1940) — architect

## O
- Alexander van Oranje-Nassau (1818-1884) — Grootmeester 1882-1884
- Frederik van Oranje-Nassau (1797-1881) — veldmaarschalk, admiraal, Grootmeester Nationaal 1816-1881
- Willem II der Nederlanden (1792-1849) — Koning der Nederlanden, groothertog van Luxemburg en hertog van Limburg
- Pieter Oud (1886-1968) — minister van financiën, burgemeester van Rotterdam

## P
- Frits Philips (1905-2005) — bestuursvoorzitter Philipsconcern
- Willem Pijper (1894-1947) — componist
- Hein ter Poorten (1887-1968) — luitenant-generaal
- Pieter Hendrik Pott (1918-1989) — directeur Rijksmuseum voor Volkenkunde in Leiden, lid van de Loge La Vertu

## Q
- Justus Datho Lewe Quintus (1811-1889) — rechter en politicus

## R
- Johan Radermacher (1700-1748) — rentmeester-generaal der domeinen in dienst van de Staten-Generaal
- Frans Alexander van Rappard (1793-1867) — secretaris-generaal van het Departement van Oorlog
- Rob van Reijn (1929 — 2015) — pantomimespeler
- Reinhard de Rhoer Ottens (1780-1861) — jurist

## S
- Hendrik de Sandra Veldtman (1756-1816) — bestuurder
- Harold Gilbert Saville (1871-1973) — architect
- Richard Schoemaker (1886-1942) — verzetsstrijder
- Jan Schouten (1786-1852) — scheepsbouwmeester, gedeputeerd grootmeester nationaal
- Paul Seelig (1876-1945) — componist
- Onno Joost Sickinghe (1782-1845) —  jonkheer, politicus en rechter
- Onno Joost Sickinghe (1858-1948) — gemeenteontvanger
- Pieter Feijo Onno Sickinghe (1824-1885) — bestuurder en militair
- Pieter Rembt Sickinghe (1743-1821) — jonkheer, politicus, rechter en landdrost, secretaris van de loge L'Union Provinciale
- Albert Johan de Sitter (1748-1814) — jurist en politicus
- Han Stijkel (1911-1943) — verzetsstrijder
- Frans Swarttouw (1932-1997) — bestuurder
- Gerard van Swieten (1700-1772) — arts en apotheker

## T
- Hermannus van Tongeren sr. (1876-1941) — Nederlands generaal-majoor tit. der genie
- Scato Trip (1742-1822) — patriot
- Pieter Jelles Troelstra (1860-1930) — advocaat, journalist en politicus, medeoprichter en fractievoorzitter SDAP, Fries dichter, lid van Loge De Friesche Trouw

## V
- Aat Vis (1920-2010) — burgemeester van Leiden, lid van de Loge La Vertu
- Henk Vonhoff (1931-2010) — staatssecretaris, Commissaris van de Koningin
- Carel Vosmaer (1826-1888) — auteur, dichter en vertaler

## W
- Rinus van Warven (*1956) — theoloog, cultuurfilosoof
- Johann Wilhelm Heinrich Werlemann (1807-1877) — commissionair, in 1838 een van de drie oprichters van Artis
- Abraham Carel Wertheim (1832-1897) — bankier
- Hendrik Jans Westra (1766-1831) — burgemeester van Assen
- Jan Wils (1891-1972) — architect
- Anthony Winkler Prins (1817-1908) — encyclopedist
- Samuel Iperusz. Wiselius — patriot

## Z
- Gerrit Zalm (*1952) Voormalig Nederlands politicus (VVD) en bankier. Minister van financiën in kabinetten-Kok I en II van 1994-2002 en minister van financiën en vicepremier in kabinetten-Balkenende II en III van 2003-2007.
- Henk Zeevalking (1922-2005) — minister van Verkeer en Waterstaat